# Антонія Кідман
Анто́нія Кі́дман (англ. Antonia Kidman; нар. 17 липня 1970, Мельбурн, Австралія) — австралійська журналістка і телеведуча.

## Життєпис

### Ранні роки
Антонія Кідман народилася в сім'ї біохіміка Ентоні Девіда Кідмана і педагогині Джанелль Енн Кідман. Її старша сестра, Ніколь Кідман (нар. 1967), актриса, лауреат премії «Оскар». Коли Антонії було два роки, її сім'я переїхала до Сіднея, де Антонія закінчила Monte Sant'Angelo Mercy College.

### Кар'єра
Кар'єру в журналістиці почала на телеканалі Nine Network. Пізніше працювала репортером телевізійної станції NBN Television в Ньюкаслі.
2008 року отримала премію ASTRA.

### Родина
- Батько — Ентоні Девід Кідман, біохімік.
- Мати — Джаннелль Енн Кідман (Гленн), педагогиня.
- Сестра, Ніколь Кідман (20.06.67), акторка.
- Перший чоловік (1996—2007 рр.; 4 дітей) — Ангус Гоулі (1969—2015).
- Другий чоловік (від 2010 року[2]; 2 дітей) — Крейг Марран.
- Діти:
  - Люсія Гоулі (нар. 1999)
  - Геміш Гоулі (нар. 2001)
  - Джеймс Гоулі (нар. 2003)
  - Сибелла Гоулі (нар. у березні 2007)
  - Ніколас Марран (нар. 11.12.2010)
  - Олександр Норман Кідман-Марран (нар. 03.12.2012)
- Племінники (діти Ніколь Кідман):
  - Ізабелла Джейн Кідман-Круз (22.12.90)
  - Коннор Ентоні Кідман-Круз (17.01.95)
  - Сандей Роуз Кідман-Урбан (07.07.08)
  - Фейт Маргарет Кідман-Урбан (28.12.10)